# Carl Barre Hellquist
Prof. Dr. Carl Barre Hellquist ( * 1940 - ) es un botánico estadounidense . Es profesor emérito del "Departamento de Biología", Massachusetts College of Liberal Arts
North Adams, MA.

## Algunas publicaciones

### Libros
- Aquatic and Wetland Plants of Northeastern North America, Volume I: A Revised and Enlarged Edition of Norman C. Fassett's A Manual of Aquatic Plants, Volume ... Gymnosperms, and Angiosperms: Dicotyledons. Ed. University of Wisconsin Press. 448 pp. ISBN 0-299-16334-2
- La abreviatura «Hellq.» se emplea para indicar a Carl Barre Hellquist como autoridad en la descripción y clasificación científica de los vegetales.[2]